# کئیکو سایتو
کئیکو سایتو (ژاپنی: 斉藤 圭子) بازیکن فوتبال اهل ژاپن و عضو تیم ملی فوتبال ژاپن است که در تاریخ ۱۷ اکتبر ۱۹۸۴ میلادی اولین بازی ملی‌اش را انجام داد. او در ۳ بازی ملی حضور داشت و آخرین بازی ملی خود را در تاریخ ۲۴ اکتبر ۱۹۸۴ میلادی انجام داد. کئیکو سایتو در بازی‌های ملی‌اش
گلی به ثمر نرساند.